# Complexe d'espèces

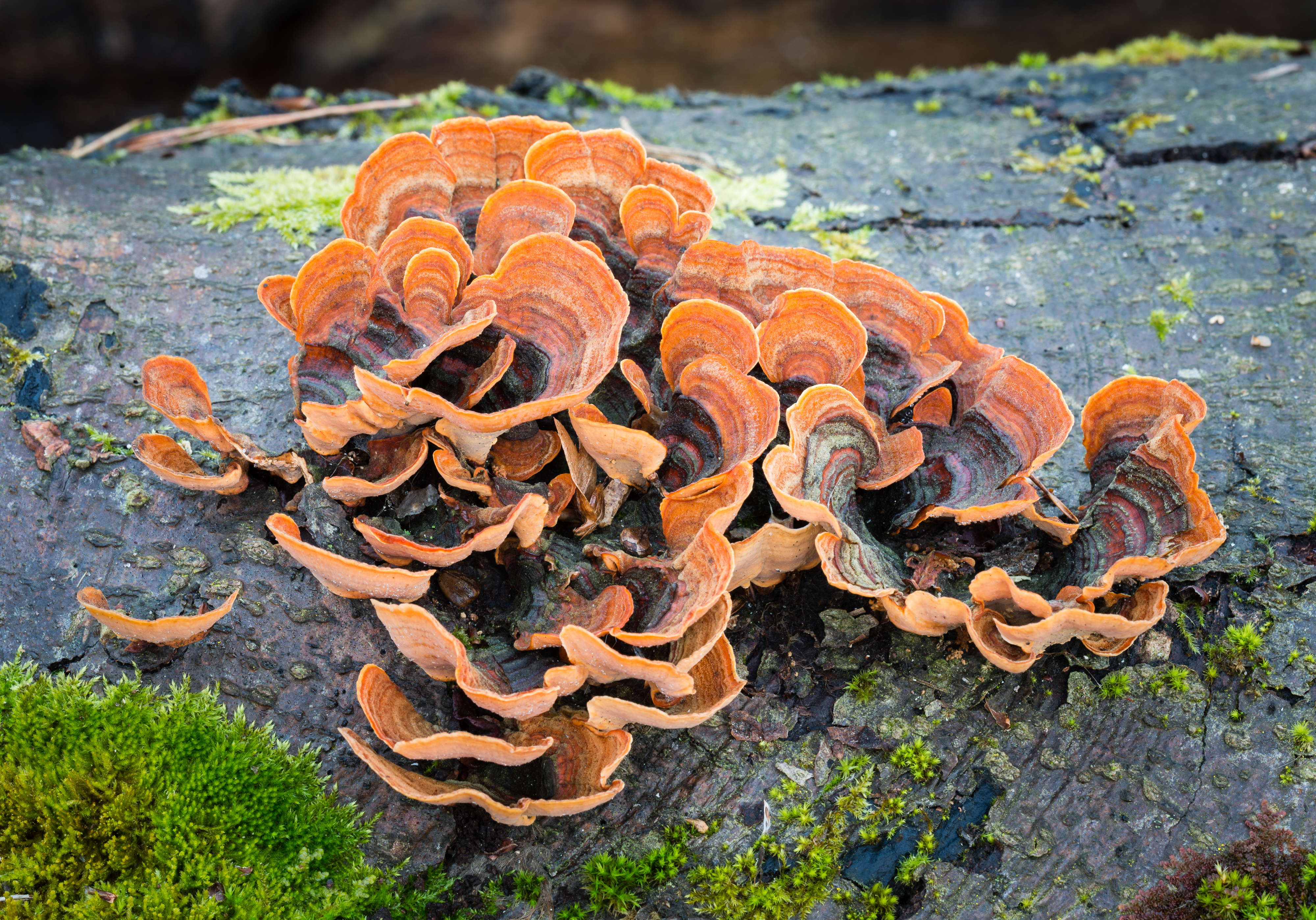
Un champignon du genre Stereum, près de Mörfelden-Walldorf, Hesse (Allemagne). Dans le complexe d'espèces Stereum hirsutum–Stereum ostrea, seul un examen microscopique permet de déterminer quel individu appartient à quelle espèce.

En biologie, un complexe d'espèces est un groupe d'organismes étroitement apparentés qui sont si semblables en apparence que les limites entre eux (permettant de les distinguer les uns des autres) sont souvent peu évidentes. Les termes qui sont parfois utilisés comme synonymes mais qui ont une signification plus précise sont les espèces cryptiques (cryptic species en anglais) qui concernent deux ou plusieurs espèces englobées sous un même nom d'espèce, les espèces sœurs (sibling species) pour deux espèces cryptiques qui sont les plus étroitement apparentées l'une à l'autre, et les "troupeaux d'espèces" (species flocks) pour un groupe d'espèces étroitement apparentées qui vivent dans le même habitat. Dans le cadre de la classification taxonomique informelle, les groupes d'espèces, les agrégats d'espèces et les super-espèces sont également utilisés.
Deux ou plusieurs taxons qui étaient au départ considérés comme conspécifiques (de la même espèce) peuvent être subdivisés par la suite en taxons infraspécifiques (taxons au sein d'une espèce, comme les souches bactériennes ou les variétés végétales), mais il ne s'agit pas d'un complexe d'espèces.
Un complexe d'espèces constitue dans la plupart des cas un groupe monophylétique ayant un ancêtre commun, mais il existe des exceptions. Il peut représenter un stade précoce après la spéciation, mais peut aussi avoir été séparé de la branche évolutive considérée pendant une longue période sans que des différences morphologiques évoluent. La spéciation hybride peut être un élément moteur de l'évolution d'un complexe d'espèces.
Les complexes d'espèces existent dans tous les groupes d'organismes et sont identifiés par l'étude rigoureuse des différences entre les espèces individuelles en utilisant des détails morphologiques minutieux, des tests d'isolement reproductif ou des méthodes basées sur l'ADN, telles que la phylogénétique moléculaire et le barcoding moléculaire. L'existence d'espèces extrêmement similaires peut résulter en une sous-estimation de la diversité des espèces au niveau local et global. La reconnaissance d'espèces similaires mais distinctes est importante dans le cadre de la lutte contre les maladies et les parasites et dans la biologie de la conservation, bien que le tracé de lignes de démarcation entre les espèces puisse être difficile en soi à mettre en place. 

## Définition
Un complexe d'espèces est généralement considéré comme un groupe d'espèces proches, mais distinctes. Il est évident que ce concept est étroitement lié à la définition d'une espèce. La biologie moderne définit une espèce comme "une lignée de métapopulation évoluant séparément", mais reconnaît que les critères de délimitation des espèces peuvent dépendre du groupe étudié. Ainsi, de nombreuses espèces définies comme telles auparavant, en se basant uniquement sur leur similarité morphologique, se sont avérées être en fait plusieurs espèces distinctes lorsque d'autres critères, tels que la différenciation génétique ou l'isolement reproductif, sont appliqués.
Une utilisation plus restreinte applique le terme aux espèces proches entre lesquelles l'hybridation s'est produite ou se produit, ce qui conduit à des formes intermédiaires et à des frontières d'espèces floues. La classification informelle, les superespèces, peut être illustrée par le papillon Hespérie de la mauve, qui est une superespèce qui se divise encore en trois sous-espèces.
Certains auteurs appliquent le terme à une espèce présentant une variabilité intraspécifique, ce qui pourrait être le signe d'une spéciation en cours ou naissante. C'est le cas par exemple des espèces annulaires, ou des espèces ayant des sous-espèces, pour lesquelles il n'est souvent pas clair si elles doivent être considérées comme des espèces distinctes ou non. 

### Concepts liés
Plusieurs termes sont utilisés comme synonymes d'un complexe d'espèces, mais certains d'entre eux peuvent également avoir une signification légèrement différente ou plus étroite. Dans les codes de nomenclature de la zoologie et de la bactériologie, aucun rang taxonomique n'est défini entre le niveau de sous-genre et le niveau d'espèce,, mais le code botanique définit quatre rangs en dessous des genres (section, sous-section, série et sous-série). Différentes alternatives taxonomiques informelles ont été utilisées pour désigner un complexe d'espèces.

#### Espèces cryptiques (cryptic species)
Aussi appelées races physiologiques (peu commun). Ce terme décrit « des espèces distinctes qui sont classées à tort (et cachées) sous un seul nom d'espèce ». Plus généralement, ce terme est souvent utilisé lorsque les espèces, même si elles sont connues pour être distinguables, ne peuvent être distinguées de manière fiable sur la base de leur morphologie. Le terme "race physiologique" ne doit pas être confondu avec "race physiologique" au sens de "proles".

#### Espèces apparentées ou sœurs (sibling species)
Également appelées espèces aphaniques. Ce terme, introduit par Ernst Mayr en 1942, a d'abord été utilisé avec la même signification que celle des espèces cryptiques, mais des auteurs ultérieurs ont souligné l'origine phylogénétique commune. Un article récent définit les espèces sœurs comme des "espèces sœurs cryptiques", « deux espèces qui sont les plus proches (phylogénétiquement) l'une de l'autre et qui n'ont pas été distinguées l'une de l'autre sur le plan taxonomique ».

#### Troupeau d'espèces (species flock)
Aussi appelé essaim d'espèces. Il s'agit d'un « groupe monophylétique d'espèces étroitement apparentées vivant toutes dans le même écosystème ». Inversement, le terme a également été appliqué de manière très large à un groupe d'espèces étroitement apparentées qui peuvent être variables et répandues.

#### Super-espèce (superspecies)
Parfois utilisé comme rang taxonomique informel pour un complexe d'espèces articulé autour d'une espèce "représentative",. Popularisé par Bernhard Rensch et plus tard Ernst Mayr, avec l'exigence initiale que les espèces formant une super-espèce doivent avoir des distributions allopatriques. Pour les espèces composant une super-espèce, on a proposé le terme d'allo-espèce.

#### Agrégat d'espèces (species aggregate)
Utilisé pour désigner un complexe d'espèces, en particulier dans les taxons végétaux où la polypoïdie et l'apomixie sont courantes. Les synonymes historiques sont les collectiva d'espèces (species collectiva), introduites par Adolf Engler, les conespèces (conspecies) et les grex. Les composants d'un agrégat d'espèces ont été appelés ségrégats ou microespèces. On utilise l'abréviation agg. après le nom binominal de l'espèce,.

#### Sensu lato
Expression latine signifiant "au sens large", elle est souvent utilisée après un nom d'espèce binominal, souvent abrégé en s.l., pour indiquer un complexe d'espèces représenté par cette espèce,,.

## Identification
Distinguer des espèces proches au sein d'un complexe nécessite l'étude de différences souvent très subtiles. Les différences morphologiques peuvent être infimes et visibles uniquement par l'utilisation de méthodes adaptées, telles que la microscopie. Cependant, il arrive que des espèces distinctes ne présentent aucune différence morphologique, auquel cas d'autres caractères, tels que le cycle de vie, le comportement, la physiologie et le caryotype de l'espèce, peuvent être explorés. Par exemple, les chants territoriaux sont indicatifs d'une espèce chez les grimpereaux, un genre d'oiseaux qui présente peu de différences morphologiques entre les individus. Les tests d'accouplement sont courants dans l'étude de certains groupes, comme les champignons, pour confirmer l'isolement reproductif de deux espèces.

L'analyse des séquences d'ADN devient de plus en plus standard pour la reconnaissance des espèces et peut, dans de nombreux cas, être la seule méthode fiable. Différentes méthodes sont utilisées pour analyser ces données génétiques, telles que la phylogénétique moléculaire ou le barcoding moléculaire. Ces méthodes ont largement contribué à la découverte d'espèces cryptiques,, dont des espèces emblématiques comme l'amanite tue-mouches ou les éléphants d'Afrique. 

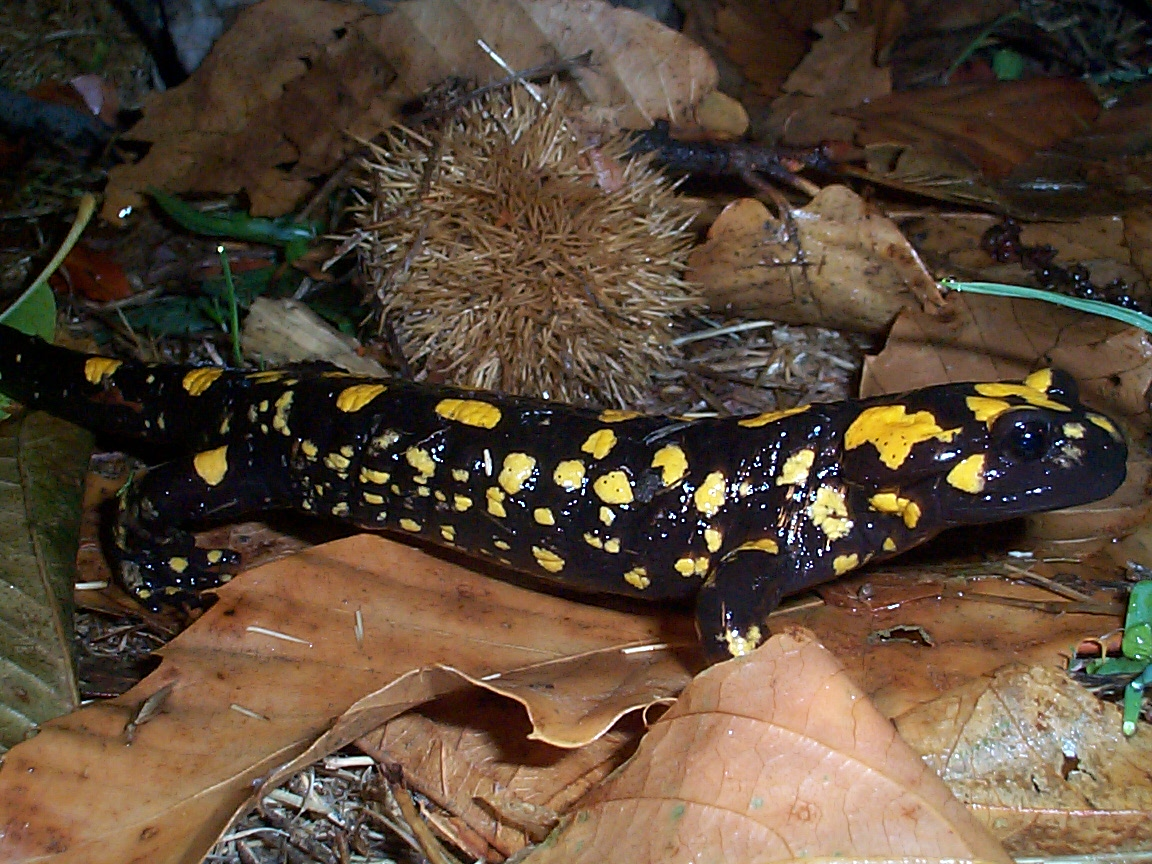
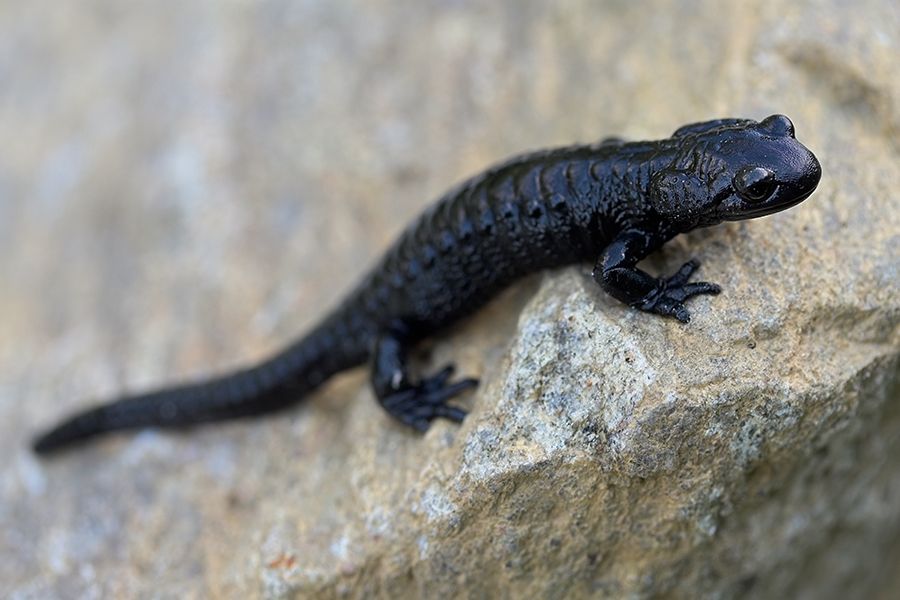
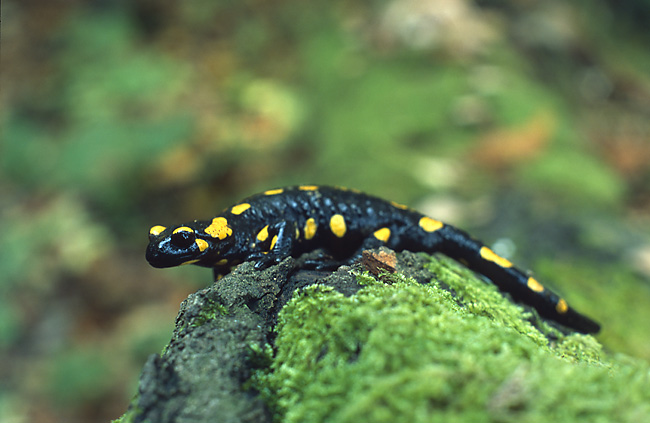

La similitude peut être trompeuse : sur les images ci-dessus, la salamandre de Corse (à gauche) était auparavant considérée comme une sous-espèce de la salamandre tachetée (à droite), mais elle est en fait plus proche de la salamandre noire qui ne possède pas de taches (au centre).

## Évolution et écologie

### Processus de spéciation

Un complexe d'espèces forme généralement un groupe monophylétique qui a divergé de son ancêtre commun assez récemment (à l'échelle de l'évolution de l'organisme considéré), comme le montrent les courtes branches entre les espèces A-E (sur fond bleu) dans cet arbre phylogénétique.

Les espèces formant un complexe ont généralement divergé très récemment les unes des autres, ce qui permet parfois de retracer le processus de spéciation. Les espèces dont les populations sont différenciées, comme les espèces annulaires, sont parfois considérées comme un exemple de spéciation précoce et continue, c'est-à-dire un complexe d'espèces en formation. Néanmoins, des espèces similaires mais distinctes peuvent parfois être isolées pendant longtemps sans que des différences évoluent, un phénomène connu sous le nom de "stase morphologique". Par exemple, la grenouille amazonienne Pristimantis ockendeni est en fait constituée d'au moins trois espèces différentes qui ont divergé il y a plus de 5 millions d'années.
La sélection stabilisatrice a été invoquée comme une force maintenant la similarité dans les complexes d'espèces, en particulier si elles s'adaptent à des environnements spéciaux, comme un hôte dans le cas des symbiotes ou des environnements extrêmes, et qui contraindrait les directions possibles de l'évolution : dans ces cas, il ne faut pas s'attendre à une sélection fortement divergente. De plus, la reproduction asexuée, comme par l'apomixie chez les plantes, peut séparer les lignées sans produire un grand degré de différenciation morphologique. 

### Aires de répartition et habitats
Il n'y a pas de consensus sur le fait que les membres d'un groupe d'espèces partagent ou non une aire de répartition. Une source du département d'agronomie de l'université d'État de l'Iowa indique que les membres d'un groupe d'espèces ont généralement des aires de répartition qui se chevauchent partiellement mais les membres ne se croisent pas entre eux. Un dictionnaire de zoologie (Oxford University Press, 1999) décrit un groupe d'espèces comme un complexe d'espèces apparentées qui existent de manière allopatrique et explique que « le regroupement peut souvent être soutenu par des croisements expérimentaux dans lesquels seules certaines paires d'espèces produiront des hybrides ». Les exemples donnés ci-dessous peuvent soutenir les deux utilisations du terme "groupe d'espèces".
Souvent, l'existence de tels complexes ne deviennent pas évidente jusqu'à ce qu'une nouvelle espèce ne soit introduite dans le système, ce qui fait tomber les barrières existantes entre les espèces d'alors. Un exemple est l'introduction de la limace espagnole en Europe du Nord, où le croisement avec la limace noire et la limace rouge locales, qui étaient traditionnellement considérées comme des espèces clairement distinctes qui ne se sont pas croisées, montre qu'il peut s'agir en fait simplement de sous-espèces de la même espèce.
Lorsque des espèces étroitement apparentées coexistent en sympatrie, il est souvent particulièrement difficile de comprendre comment les espèces similaires persistent sans être en compétition entre elles. La différenciation de niche est l'un des mécanismes invoqués pour expliquer cela. En effet, des études menées dans certains complexes d'espèces suggèrent que la divergence des espèces est allée de pair avec la différenciation écologique, les espèces préférant désormais des microhabitats différents. Des méthodes similaires ont également permis de constater que la grenouille amazonienne Eleutherodactylus ockendeni est en fait constituée d'au moins trois espèces différentes qui ont divergé il y a plus de 5 millions d'années.
Un "troupeau d'espèces" peut apparaître lorsqu'une espèce pénètre dans une nouvelle zone géographique et se diversifie pour occuper diverses niches écologiques, un processus connu sous le nom de radiation évolutive (adaptive radiation). Le premier troupeau d'espèces à être reconnu comme tel est celui des 13 espèces de pinsons de Darwin des îles Galápagos décrit par Charles Darwin.

## Implication pratiques

### Estimations de biodiversité
Il a été suggéré que les complexes d'espèces cryptiques sont très communs dans l'environnement marin. Cette suggestion est venue avant l'analyse détaillée de nombreux systèmes en utilisant des données de séquences d'ADN, mais s'est avérée correcte. L'utilisation accrue de la séquence d'ADN dans l'étude de la diversité des organismes (également appelée phylogéographie et barcoding moléculaire) a conduit à la découverte d'un grand nombre de complexes d'espèces cryptiques dans tous les habitats. Chez le bryozoaire marin Celleporella hyalina, des analyses morphologiques détaillées et des tests de compatibilité d'accouplement entre les isolats identifiés par l'analyse des séquences d'ADN ont permis de confirmer que ces groupes étaient constitués de plus de 10 espèces écologiquement distinctes, qui divergeaient depuis plusieurs millions d'années.
Les preuves de l'identification d'espèces cryptiques ont conduit certains à conclure que les estimations actuelles de la richesse spécifique mondiale sont trop faibles. 

### Lutte contre les maladies et les agents pathogènes
Les nuisibles, les espèces qui provoquent des maladies et leurs vecteurs, ont une importance directe pour l'humanité. Lorsqu'on découvre qu'il s'agit de complexes d'espèces cryptiques, l'écologie et la virulence de chacune de ces espèces doivent être réévaluées afin d'élaborer des stratégies de lutte appropriées ; par exemple, les espèces cryptiques du genre de moustique Anopheles, vecteur du paludisme, les champignons responsables de la cryptococcose, ou encore les espèces sœurs de Bactrocera tyroni, la mouche des fruits du Queensland. Curieusement, ce ravageur est impossible à distinguer de deux espèces sœurs, sauf que B. tyroni inflige des dégâts considérables et dévastateurs aux cultures fruitières australiennes, alors que ses espèces sœurs non.